# Dioxobarnsteenzuur
Dioxobarnsteenzuur of dioxobutaandizuur is een organische verbinding met de formule {\displaystyle {\ce {C4H2O6}}}, of, met meer nadruk op de structuur: {\displaystyle {\ce {HO-(C=O)4-OH}}}. Als het zuur twee protonen afstaat ontstaat het dioxosuccinaat-ion, {\displaystyle {\ce {C4O6^{2-}}}}. Dit is een van de koolstof-zuurstof-anionen, die slechts bestaan uit koolstof en zuurstof. Deze naam wordt ook gebruikt voor de zouten van dioxobarnsteenzuur en voor organische stoffen (meestal esters) die het als bouwsteen bevatten.
Het afstaan van een enkel proton leidt tot waterstofdioxosuccinaat.

## Voorkomen
Dioxobarnsteenzuur is een van de zuren die van nature in wijn voorkomen. Het ontstaat, via dihydroxyfumaarzuur, door oxidatie van wijnsteenzuur (2,3-dihydroxybutaandizuur).

## Reacties
Het zuur reageert met water, waarbij twee watermoleculen worden opgenomen en 2,2,3,3-tetrahydroxybutaandizuur (meer bekend onder zijn triviale naam dihydroxywijnsteenzuur), de gehydrateerde vorm van het keton: {\displaystyle {\ce {HOOC-(C(OH)2)-(C(OH)2)-COOH}}}. De stof die onder de naam dioxobarnsteenzuur hydraat verhandeld wordt is in feite de tetrahydroxy-verbinding.
Dihydroxywijnsteenzuur, dus de tertahydroxyverbinding, reageert met ethanol in aanwezigheid van waterstofchloride tot de ester diethyldioxosuccinaat.:p.187